# Ніалл Глундуб

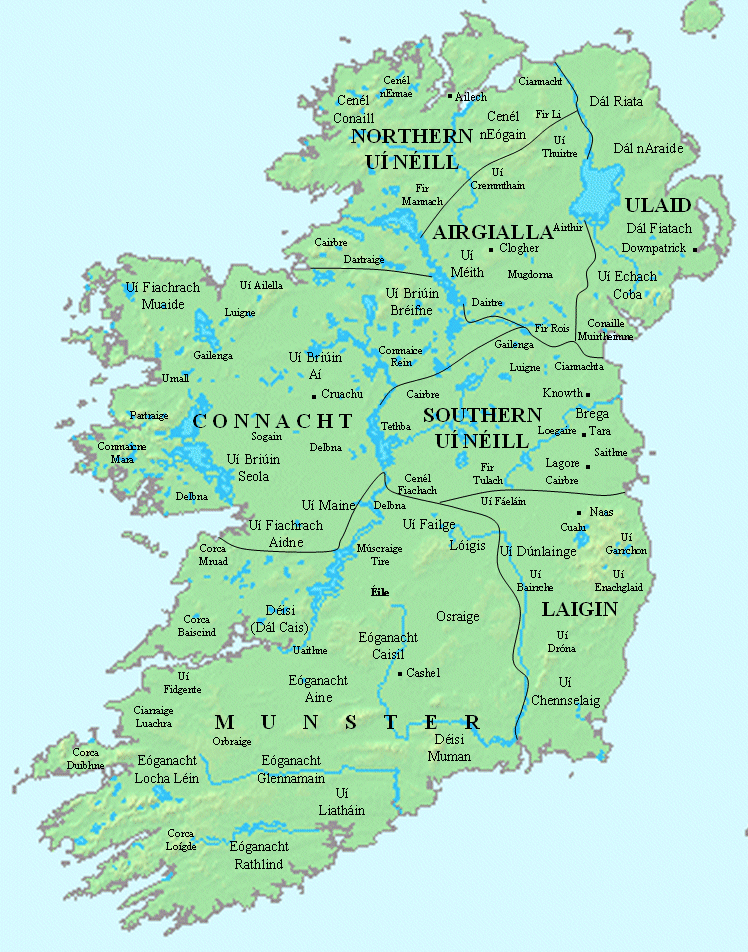
Королівства, племена, клани Ірландії в ранньому середньовіччі.

Ніалл Глундуб мак Аедо (ірл. Niall Glúndub mac Áedo, Niall Glúndubh mac Aodha) — верховний король Ірландії. Час правління: 916—919 роки. Належав до клану Кенел н-Еогайн (ірл. Cenél nEógain) — гілки північних О'Нейлів (ірл. Uí Néill). Всі королі з клану О'Нейлів вели свій родовід від верховного короля Ірландії Ніалла Нойгіллаха (ірл. Niall Noígiallach) — Ніла Дев'яти Заручників. Але нащадки Ніалла Глундуба вказували в своєжму родоводі тільки його як предка, а не давнього Ніалла. Його мати Маел Муйре (ірл. Máel Muire) була дочкою Кеннета мак Альпіна — короля скоттів і піктів, першого короля нового королівства Шотландія.

## Шлях до влади
Син Аеда Фінліаха (ірл. Aed Finliath) Ніалл Глундуб змінив на троні королівства Айлех свого брата Домналла мак Аедо (ірл. Domnall mac Áedo) після його смерті в 911 році. Розширюючи свою володіння і поширюючи свою владу він переміг сусідні королівства — Дал нАрайді (ірл. Dál nAraidi) та Ольстер (Улад) в битві під Гларріфордом (ірл. Glarryford), що в сучасному графстві Антрім. Ворогував і воював з верховним королем Ірландії Фланном Сінна мак Маел Сехнайллом з клану Холмайн, завдам йому важкого удару в битві під Кроссакіел (ірл. Crossakiel), що в сучасному графстві Міт. Після смерті верховного короля Фланна зайняв трон верховних королів Ірландії всупереч його волі. Справа в тому, що згідно традиції і неписаних законів середньовічної Ірландії трон верховних королів почергово займали представники північних і південних кланів королівського роду О'Нейлів. Під час його правління був відновлений традиційний з'їзд вождів ірландських кланів — Енах Тайлтенн (ірл. Óenach Tailteann).

## Верховний король Ірландії
Під час правління Ніалла Глундуба вікінги знову напали на Ірландію. Він почав з ними важку війну. Вікінгів очолив вождь, якого ірландські джерела називають О'Імайр (ірл. Uí Ímair). Велика битва проти вікінгів у 917 році закінчилась безрезультатно, але з великими втратами з обох сторін. Ситуація погіршилась, влада Ніалл Глундуб мак Аедо хитнулась, але деякі клани північної Ірландії, зокрема Лех Квінн (ірл. — Leth Cuinn) підтримали його і О'Нейли мусили визнати його право на трон верховних королів Ірландії. Вікінги продовжували війну і захопили Дублін і деякі інші опорні пункти на узбережжі Ірландії. Продовжуючи війну з вікінгами Ніалл Глундуб пішов в похід на васальне королівство Ленстер, яке вийшло з-під покори. У цій війні він опирався на клани О'Нейлл та королівства Айргіалла і Ольстер. Але вікінги знищили його військо в битві під Сіхрік Каех (ірл. Sihtric Cáech). Ніалл Глундуб мак Аедо був вбитий разом з двадцятьма іншими вождями ірландських кланів в битві під Кілмехауг (ірл. — Kylmehauog) біля сучасного Ісландбрідж, що в графстві Дублін 14 вересня 919 року — чорного і сумного року в історії Ірландії.